# Cauan Barros
Cauan Lucas Barros da Luz (Tacaratu, 6 maggio 2004) è un calciatore brasiliano, centrocampista dell'América-MG in prestito dal Vasco da Gama.

## Carriera
Cauan Barros è entrato a far parte del settore giovanile del Vasco da Gama nel 2019, all'età di 15 anni. Il 2 luglio 2021 ha firmato il suo primo contratto professionistico valido fino al 2025.
Nel 2023 è stato promosso in prima squadra ed ha debuttato il 20 gennaio contro l'Audax Rio nel Campionato Carioca. Il 16 aprile è arrivata la prima presenza in Série A contro l'Atlético Mineiro. Il 20 maggio ha segnato la sua prima rete contro il San Paolo.

## Statistiche

### Presenze e reti nei club
Statistiche aggiornate al 27 maggio 2022.
| Stagione        | Squadra         | Campionato      | Campionato | Campionato | Coppe nazionali | Coppe nazionali | Coppe nazionali | Coppe continentali | Coppe continentali | Coppe continentali | Altre coppe | Altre coppe | Altre coppe | Totale | Totale | Totale |
| Stagione        | Squadra         | Comp            | Pres       | Reti       | Comp            | Pres            | Reti            | Comp               | Pres               | Reti               | Comp        | Pres        | Reti        | Pres   | Reti   |        |
| --------------- | --------------- | --------------- | ---------- | ---------- | --------------- | --------------- | --------------- | ------------------ | ------------------ | ------------------ | ----------- | ----------- | ----------- | ------ | ------ | ------ |
| 2023            | Vasco da Gama   | A/RJ+A          | 8+5        | 0+1        | CB              | 0               | 0               |                    | -                  | -                  |             | -           | -           | 13     | 1      |        |
| Totale carriera | Totale carriera | Totale carriera | 13         | 1          |                 | 0               | 0               |                    | -                  | -                  |             | -           | -           | 13     | 1      |        |